# Tyr (álbum)
TYR é o décimo quinto álbum de estúdio da banda heavy metal Black Sabbath, produzido e lançado em 1990.
O título do álbum, e vários títulos de canções, fazem alusão à mitologia nórdica, o que levou muitos a chamarem TYR de um álbum conceitual, embora o baixista Neil Murray tenha negado isso em 2005, afirmando que enquanto muitas das cancões possam parecer vagamente relacionadas, poucas delas tem a ver com mitologia e que não foi feito para ser uma gravação conceitual.
O frontman Heri Joensen da banda de viking metal Týr declarou que foi influenciado pela capa do disco ao desenhar o logotipo de sua banda.
As runas da capa foram tiradas da pedra de Rök na Suécia.

## Faixas
Letras escritas por Tony Martin e músicas compostas por Black Sabbath.
| N.º | Título               | Duração |  |
| 1.  | "Anno Mundi"         | 6:12    |  |
| 2.  | "Law Maker"          | 3:47    |  |
| 3.  | "Jerusalem"          | 3:53    |  |
| 4.  | "The Sabbath Stones" | 6:35    |  |
| 5.  | "The Battle of Tyr"  | 1:08    |  |
| 6.  | "Odin’s Court"       | 2:21    |  |
| 7.  | "Valhalla"           | 4:53    |  |
| 8.  | "Feels Good to Me"   | 5:36    |  |
| 9.  | "Heaven in Black"    | 3:54    |  |

## Integrantes
- Tony Iommi – Guitarra
- Tony Martin – Vocais
- Cozy Powell – Bateria
- Neil Murray – Baixo
- Geoff Nicholls – Teclado

## Desempenho nas paradas
| Ano  | Posições | Posições | Posições | Posições |
| Ano  | UK       | AUT      | SWE      | SWI      |
| ---- | -------- | -------- | -------- | -------- |
| 1990 | 24       | 24       | 24       | 24       |